# Jojakin
Jojakin, hebr. יְהֹויָכִין\Jehojakin (Jahwe umacnia), również (ur. 616, zm. po 562 p.n.e.) − król Judy, panował przez 3 miesiące i 10 dni w 598 r. przed Chr. Dziadek Zorobabela, znanego z odbudowy Świątyni Jerozolimskiej.
Nabuchodonozor wziął go do niewoli babilońskiej. Później inny król, Ewil-Merodak, ułaskawił Jojakina ok. roku 561 p.n.e. (na podstawie informacji z Jr 52) i umieścił na swym dworze.
Pojawia się m.in. w 2 Księdze Królewskiej 24,8-16; 25,27 nn. oraz w 2 Księdze Kronik 36,9-10. Znalezione w Babilonie tabliczki klinowe z czasów Nabuchodonozora wymieniają tego władcę w wykazach przydzielanych racji żywieniowych.